# 44.ª edición de los Premios Grammy
La 44.ª edición de los Premios Grammy se celebró el 27 de febrero de 2002 en el Staples Center de Los Ángeles, en reconocimiento a los logros discográficos alcanzados por los artistas musicales durante el año anterior. El evento fue presentado por Jon Stewart y fue televisado en directo en Estados Unidos por CBS.

## Ganadores y nominados

### Generales
- Grabación del año
  - U2 por "Walk On" 
  - India.Arie por "Video"
  - Alicia Keys por "Fallin'"
  - OutKast por "Ms. Jackson"
  - Train por "Drops of Jupiter"

- Álbum del año
  - Varios artistas por O Brother, Where Art Thou? 
  - India.Arie por Acoustic Soul
  - Bob Dylan por "Love and Theft"
  - OutKast por Stankonia
  - U2 por All That You Can't Leave Behind

- Canción del año
  - Alicia Keys por "Fallin'" 
  - India.Arie por "Video"
  - Train por "Drops of Jupiter"
  - U2 por "Stuck in a Moment You Can't Get Out Of"
  - Nelly Furtado por "I'm Like a Bird"

- Mejor artista novel
  - Alicia Keys
  - India.Arie
  - Nelly Furtado
  - David Gray
  - Linkin Park

### Alternativa
- Mejor álbum de música alternativa
  - Ken Nelson (productor/ingeniero), Michael H. Brauer (ingeniero); Coldplay (intérpretes) por Parachutes

### Blues
- Mejor álbum de blues tradicional
  - John P. Hampton, Jared Tuten (ingenieros); Jimmie Vaughan (productor e intérprete) por Do You Get the Blues?
- Mejor álbum de blues contemporáneo
  - Delbert McClinton, Gary Nicholson (productores); Richard Dodd, Don Smith (ingenieros); Delbert McClinton (intérprete) por Nothing Personal

### Clásica
- Mejor interpretación de orquestal
  - Helmut Burk & Karl-August Naegler (productores), Jobst Eberhardt, Stephan Flock (ingenieros), Pierre Boulez (director) & Chicago Symphony Orchestra por Boulez Conducts Edgard Varèse (Amériques; Arcana; Déserts; Ionisation)
- Mejor interpretación solista vocal clásica
  - Christopher Raeburn (productor), Jonathan Stokes (ingeniero), Bernhard Forck (director), Cecilia Bartoli & Akademie für Alte Musik Berlin por Dreams & Fables - Gluck Italian Arias (Tremo Gra' Fubbi Miei; Die Questa Cetra In Seno, etc.)
- Mejor grabación de ópera
  - James Mallinson (productor), Simon Rhodes (ingeniero), Colin Davis (director), Michelle DeYoung, Ben Heppner, Petra Lang, Peter Mattei, Stephen Milling, Sara Mingardo, Kenneth Tarver & London Symphony Orchestra por Berlioz: Les Troyens
- Mejor interpretación coral
  - Martin Sauer (productor), Michael Brammann (ingeniero), Nikolaus Harnoncourt (director), Norbert Balatsch, Erwin Ortner (directores de coro), Bernarda Fink, Matthias Goerne, Dietrich Henschel, Elisabeth von Magnus, Christoph Prégardien, Dorothea Röschmann, Michael Schade, Christine Schäfer, Markus Schäfer, Oliver Widmer, Arnold Schoenberg Chor, Wiener Sängerknaben & Concentus Musicus Wien por Bach: Pasión según San Mateo
- Mejor interpretación clásica, solista instrumental (con orquesta)
  - Martin Fouqué (productor), Eberhard Sengpiel (ingeniero), Daniel Barenboim, Dale Clevenger, Larry Combs, Alex Klein, David McGill (directores) & Chicago Symphony Orchestra por R. Strauss: Conciertos para viento (Concierto para trompa; Concierto para oboe, etc.)
- Mejor interpretación clásica, solista instrumental (sin orquesta)
  - Arne Akselberg (productor/ingeniero) & Truls Mørk (productor e intérprete) por Britten: Suites para violonchelo (1-3)
- Mejor interpretación de conjunto musical pequeño o música de cámara
  - Helmut Mühle (productor), Philipp Nedel (ingeniero), Gidon Kremer (productor e intérprete) & Kremerata Baltica por After Mozart
- Mejor interpretación de música de cámara
  - Joanna Nickrenz (productor), Marc J. Aubort (ingeniero) & The Angeles String Quartet por Haydn: Los cuartetos de cuerda completos
- Mejor composición clásica contemporánea
  - Christopher Rouse (compositor), Muhai Tang (director), Sharon Isbin & Gulbenkian Orchestra por Concert de Gaudí for Guitar and Orchestra
- Mejor álbum de música clásica
  - James Mallinson (productor), Simon Rhodes (ingeniero), Colin Davis (director), Michelle DeYoung, Ben Heppner, Petra Lang, Peter Mattei, Stephen Milling, Sara Mingardo, Kenneth Tarver & London Symphony Orchestra por Berlioz: Les Troyens
- Mejor álbum crossover de música clásica
  - Edgar Meyer (productor), Robert Battaglia (ingeniero), Béla Fleck (productor e intérprete), Joshua Bell, Evelyn Glennie, Gary Hoffman, Edgar Meyer, Chris Thile & John Christopher Williams por Perpetual Motion

### Composición y arreglos
- Mejor composición instrumental
  - Alan Silvestri (compositor) por "Náufrago End Credits"
- Mejor arreglo instrumental
  - Béla Fleck & Edgar Meyer (arreglistas); Béla Fleck, Joshua Bell & Gary Hoffmann (intérpretes) por Debussy: Doctor Gradus Ad Parnassum
- Mejor arreglo instrumental acompañado de vocalista
  - Paul Buckmaster (arreglista); Train (intérpretes) por "Drops of Jupiter"

### Composición para medio visual
- Mejor recopilación de banda sonora para película, televisión u otro medio visual
  - T Bone Burnett (productor), Peter Kurland & Mike Piersante (ingenieros); varios intérpretes por O Brother, Where Art Thou?
- Mejor composición instrumental escrita para una película, televisión u otro medio visual
  - Steven Epstein (productor), Richard King, Lu Xiao Xing & Xu Gou Qin (ingenieros) & Tan Dun (productor & compositor) por Wò hǔ cáng lóng
- Mejor canción escrita para una película, televisión u otro medio visual
  - John Flansburgh & John Linnell (compositores); They Might Be Giants (intérpretes) por "Boss of Me" (Malcolm in the Middle)

### Country
- Mejor interpretación vocal country, femenina
  - Dolly Parton por "Shine"
- Mejor interpretación vocal country, masculina
  - Ralph Stanley por "O Death"
- Mejor interpretación country, duo o grupo
  - Alison Krauss & Union Station por "The Lucky One"
- Mejor colaboración vocal country
  - Harley Allen, Pat Enright & Dan Tyminski (The Soggy Bottom Boys) por "I am a Man of Constant Sorrow"
- Mejor interpretación instrumental country
  - Jerry Douglas, Gen Duncan, Vince Gill, Albert Lee, Steve Martin, Leon Russell, Earl Scruggs, Gary Scruggs, Randy Scruggs, Paul Shaffer & Marty Stuart por "Foggy Mountain Breakdown"
- Mejor canción country
  - Robert Lee Castleman (compositor); Alison Krauss & Union Station (intérpretes) por "The Lucky One"
- Mejor álbum de música country
  - Bonnie Garner, Luke Lewis & Mary Martin (productores); varios intérpretes por Hank Williams Tribute
- Mejor álbum de bluegrass
  - Gary Paczosa (ingeniero); Alison Krauss & Union Station (productores e intérpretes) por New Favorite

### Espectáculo musical
- Mejor álbum de espectáculo musical
  - Hugh Fordin (productor), Cynthia Daniels (ingeniero), Mel Brooks (compositor/letrista) & el reparto original de Broadway con Nathan Lane & Matthew Broderick por Los productores

### Folk
- Mejor álbum de folk tradicional
  - T Bone Burnett (productor), Mike Piersante (ingeniero); varios intérpretes por Down from the Mountain
- Mejor álbum de folk contemporáneo
  - Chris Shaw (ingeniero); Bob Dylan (productor e intérprete) por "Love and Theft"
- Mejor álbum de música nativo americana
  - Giuli Doyle, Robert Doyle (productores); Jack Miller (ingeniero); Johnny Mike & Verdell Primeaux (intérpretes) por Bless the People: Harmonized Peyote Songs

### Gospel
- Mejor álbum gospel pop/contemporáneo
  - Brown Bannister (productor); Steve Bishir, Reid Shippen (ingenieros) & por CeCe Winans
- Mejor álbum gospel rock
  - Toby McKeehan, Michael-Anthony "Mooki" Taylor, Pete Stewart, Adrian Belew (productores); Marcelo Pennell, Joe Baldridge (ingenieros); dc Talk (intérpretes) por Solo
- Mejor álbum gospel soul tradicional
  - John Chelew (productor); Larry Hirsch, Jimmy Hoyson (ingenieros); Blind Boys of Alabama (intérpretes) por Spirit of the Century
- Mejor álbum gospel soul contemporáneo
  - Benjamin J. Arrindell, Biff Dawes, Derek Lewis (ingenieros); Yolanda Adams (intérprete) por The Experience
- Mejor álbum gospel sureño, country o bluegrass
  - Bill Gaither (productor), Chad Evans (ingeniero); Bill & Gloria Gaither & the Homecoming Friends (intérpretes) por Bill & Gloria Gaither Present a Billy Graham Music Homecoming
- Mejor álbum gospel, coro o coros
  - Greg Hartman, John Jaszcz (ingenieros); Hezekiah Walker (director de coro) & LFT Church Choir por Love Is Live!

### Hablado
- Mejor álbum hablado
  - Elisa Shokoff (productor), Jeffrey S. Thomas, Steven Strassman (ingenieros); Quincy Jones (intérprete) por Q: The Autobiography of Quincy Jones
- Mejor álbum hablado de comedia
  - John Runnette (productor); George Carlin (intérprete) por Napalm & Sillyputty

### Histórico
- Mejor álbum histórico
  - Michael Brooks, Michael Cuscuna (productores); Matt Cavaluzzo, Harry Coster, Seth Foster, Darcy Proper, Ken Robertson, Mark Wilder (ingenieros); Billie Holiday (intérprete) por Lady Day: The Complete Billie Holiday on Columbia 1933-1944

### Infantil
- Mejor álbum musical para niños
  - Ed Mitchell (productor), Jimmy Hoyson & Ric Wilson (ingenieros); el reparto de Sesame Street (intérpretes) por Elmo & the Orchestra
- Mejor álbum hablado para niños
  - Arnold Cardillo (productor), Rory Young (ingeniero); Tom Chapin (intérprete) por Mama Don't Allow

### Jazz
- Mejor solista de jazz instrumental
  - Michael Brecker por "Chan's Song"
- Mejor álbum de jazz instrumental, individual o grupo
  - Lucille Rollins (productor), Troy Halderson (ingeniero); Sonny Rollins (productor e intérprete) por This Is What I Do
- Mejor álbum de jazz, conjunto grande
  - Bob Mintzer (productor), Tom Jung (productor/ingeniero); Bob Mintzer Big Band (intérpretes) por Homage to Count Basie
- Mejor álbum de jazz vocal
  - George M. Duke (productor), Erik Zobler (ingeniero); Dianne Reeves (intérprete) por The Calling
- Mejor álbum de jazz contemporáneo
  - David Isaac (productor), Khaliq-O-Vision, Ray Bardani (ingenieros); Marcus Miller (productor e intérprete) por M<sum>
- Mejor álbum de jazz latino
  - Gonzalo Rubalcaba (productor), Jay Newland (ingeniero); Charlie Haden (productor e intérprete) por Nocturne

### Latina
- Mejor interpretación pop latino
  - Joe Reyes, Michael Morales, Ronald Morales (productores/ingenieros); Freddy Fender (intérprete) por La Música de Baldemar Huerta
- Mejor interpretación latina tropical tradicional
  - Javier Garza, John D. Thomas, Mike Couzzi, Ron Taylor, Scott Canto (ingenieros), Andrés Castro, Emilio Estefan, Jr., Sebastián Krys (productores) & Carlos Vives (productor e intérprete) por Déjame entrar
- Mejor interpretación mexicano-americana
  - Freddie Martínez Sr., Ramón Ayala (productores); Edward Perez, Freddie Martinez, Jr., Greg García (ingenieros); Ramón Ayala y sus Bravos del Norte (intérpretes) por En Vivo... El Hombre y su Música
- Mejor interpretación rock latino/alternativo
  - Ozomatli por Embrace the Chaos
- Mejor álbum tejano
  - Rolando Benavidez, Amado Garza, Jr, Medardo Garza, Ben De León, Otoniel Peña Jr. (productores); Edward Perez, Ramiro Serna (ingenieros); Sólido (intérpretes) por Nadie como tú
- Mejor álbum de salsa
  - Gustavo Celis, Ricky Blanco (ingenieros); Roberto Blades (productor e intérprete) por Encore
- Mejor álbum de merengue
  - Eric Schilling (ingeniero); Olga Tañon (productor e intérprete) por Yo por ti

### New age
- Mejor álbum de new age
  - Nicky Ryan (productor/ingeniero); Enya (ingeniero e intérprete) por A Day without Rain